# Girls (film, 1980)
Pour les articles homonymes, voir Girls.
Pour plus de détails, voir Fiche technique et Distribution.
Girls (titre québécois : Les Femmes-enfants - titre allemand : Girls - Die kleinen Aufreisserinnen)  est une comédie dramatique franco-ouest-germano-québécoise réalisée par Just Jaeckin, sur un scénario de Paul Blain et monté par Yves Langlois, sortie en salles en 1980.

## Fiche technique
- Titre allemand :  Girls - Die kleinen Aufreisserinnen
- Tire québécois : Les Femmes-enfants
- Réalisateur : Just Jaeckin, assisté d'Alain Bonnot
- Scénariste : Paul Blain et Jean-Luc Voulfow
- Sociétés de production :  FFF-French Movies, Les Films Caneuram et TV13 Filmproduktion
- Montage : Yves Langlois
- Costumes : Angela Hareiter
- Musique :  Eric Stewart
- Photo : Claude Agostini
- Pays de production :  France /  Allemagne de l'Ouest /  Canada
- Langue : Français
- Genre : Comédie dramatique
- Budget : estimé à 2 500 000 $[1]
- Durée : 1h35
- Date de sortie : 
  - France : 7 mai 1980

## Distribution
- Anne Parillaud : Catherine Flavin
- Zoé Chauveau : Annie
- Charlotte Walior : Suzanne
- Christophe Bourseiller : Bernard
- Abder El Kebir : Ali
- Catherine Lachens
- Étienne Chicot : l'animateur / MC à la compétition de dance
- Jean Dalmain : Paul Tarquier
- Florence Pernel
- Louise Marleau : Mme Flavin
- László Szabó : Popaul
- Philippe Klébert : Jérôme
- Paul Blain : Bambi
- Gérard Loussine : Louis
- François Viaur
- Isabelle Mejias : Betty
- Georg Burki : Peter